# Fraccionamiento Costa Dorada
Fraccionamiento Costa Dorada är en ort i Mexiko.   Den ligger i kommunen Veracruz och delstaten Veracruz, i den sydöstra delen av landet, 300 km öster om huvudstaden Mexico City. Fraccionamiento Costa Dorada ligger 44 meter över havet och antalet invånare är 3 660.
Terrängen runt Fraccionamiento Costa Dorada är platt. Runt Fraccionamiento Costa Dorada är det mycket tätbefolkat, med 1 221 invånare per kvadratkilometer. Närmaste större samhälle är Veracruz, 8,3 km öster om Fraccionamiento Costa Dorada. Runt Fraccionamiento Costa Dorada är det i huvudsak tätbebyggt.